# Шукайводська сільська рада
Шукайво́дська сільська́ ра́да — адміністративно-територіальна одиниця та орган місцевого самоврядування у Христинівському районі Черкаської області. Адміністративний центр — село Шукайвода.

## Загальні відомості
- Населення ради: 1 307 осіб (станом на 2001 рік)

## Населені пункти
Сільській раді були підпорядковані населені пункти:
- с. Шукайвода
- с. Вікторівка

## Склад ради
Рада складалась з 12 депутатів та голови.
- Голова ради: Музиченко Володимир Миколайович
- Секретар ради: Кузьменко Галина Іванівна

### Керівний склад попередніх скликань
| Прізвище, ім'я, по батькові     | Основні відомості                                                                                 | Дата обрання | Дата звільнення |
| ------------------------------- | ------------------------------------------------------------------------------------------------- | ------------ | --------------- |
| Бобошко Ігор Віталійович        | Сільський голова, 1965 року народження, освіта середня загальна, член Української Народної Партії | 26.03.2006   | 31.10.2010      |
| Бобошко Ігор Віталійович        | Сільський голова, 1965 року народження, освіта середня загальна, член Української Народної Партії | 31.10.2010   | 25.10.2015      |
| Музиченко Володимир Миколайович | Сільський голова, 1980 року народження, освіта професійно-технічна, безпартійний                  | 25.10.2015   |                 |

Примітка: таблиця складена за даними сайту Верховної Ради України та ЦВК

### Депутати VII скликання
За результатами місцевих виборів 2015 року депутатами ради стали:

#### За суб'єктами висування
| Суб'єкт висування | Кількість обраних депутатів | %      |
| ----------------- | --------------------------- | ------ |
| Самовисування     | 12                          | 100.00 |

#### За округами
| № округу | Прізвище, ім'я, по батькові   | Ким висунуто  | Дата нар.  | Освіта              | Партійна приналежність | Відомості                                                                               |
| -------- | ----------------------------- | ------------- | ---------- | ------------------- | ---------------------- | --------------------------------------------------------------------------------------- |
| 1        | Поціпух Станіслав Кузьмич     | Самовисування | 23.07.1965 | професійно-технічна | безпартійний           | Христинівський РЕМ, водій                                                               |
| 2        | Мігур Анатолій Іванович       | Самовисування | 26.11.1954 | загальна середня    | безпартійний           | пенсіонер                                                                               |
| 3        | Зубахін Микола Андрійович     | Самовисування | 29.09.1995 | загальна середня    | безпартійний           | Моторвагонне ДЕПО, маляр                                                                |
| 4        | Кузьменко Галина Іванівна     | Самовисування | 11.03.1963 | професійно-технічна | безпартійна            | Шукайводська сільська рада, секретар сільської ради                                     |
| 5        | Курасова Ганна Василівна      | Самовисування | 04.05.1958 | вища                | безпартійна            | Шукайводський ДНЗ, вчитель                                                              |
| 6        | Моргунов Василь Миколайович   | Самовисування | 29.06.1975 | загальна середня    | безпартійний           | Вікторівський психоневрологічний інтернат, бригадир підсобного господарства             |
| 7        | Славічек Руслан Олексійович   | Самовисування | 28.11.1976 | загальна середня    | безпартійний           | Корпорація «Украагротех», водій                                                         |
| 8        | Коляда Андрій Микитович       | Самовисування | 11.12.1970 | загальна середня    | безпартійний           | ВОХР, охоронник                                                                         |
| 9        | Старенко Любов Михайлівна     | Самовисування | 20.02.1966 | вища                | безпартійна            | Шукайводський НВК, вчитель                                                              |
| 10       | Кізілов Володимир Валерійович | Самовисування | 23.03.1968 | загальна середня    | безпартійний           | Корпорація «Украагротех», водій                                                         |
| 11       | Белім Сергій Анатолійович     | Самовисування | 02.09.1975 | вища                | безпартійний           | Вікторівський психоневрологічний інтернат, інженер з охорони праці                      |
| 12       | Музиченько Олена Федорівна    | Самовисування | 02.07.1972 | загальна середня    | безпартійна            | Вікторівський психоневрологічний інтернат, заступник директора по господарській частині |

### Депутати VI скликання
За результатами місцевих виборів 2010 року депутатами ради стали:

#### За суб'єктами висування
| Суб'єкт висування                                       | Кількість обраних депутатів | %    |
| ------------------------------------------------------- | --------------------------- | ---- |
| Самовисування                                           | 9                           | 56,3 |
| Політична партія Всеукраїнське об'єднання «Батьківщина» | 3                           | 18,8 |
| Соціалістична партія України                            | 3                           | 18,8 |
| Партія регіонів                                         | 1                           | 6,3  |

#### За округами
| № округу                                                | Прізвище, ім'я, по батькові   | Дата визнання обраним | Освіта             | Партійна приналежність             | Відомості про обраного депутата                                 |
| ------------------------------------------------------- | ----------------------------- | --------------------- | ------------------ | ---------------------------------- | --------------------------------------------------------------- |
| Партія регіонів                                         |                               |                       |                    |                                    |                                                                 |
| 1                                                       | Власюк Володимир Юліанович    | 05.11.2010            | середня спеціальна | позапартійний                      | Корпорація «Украгротех», електрик                               |
| Політична партія Всеукраїнське об'єднання «Батьківщина» |                               |                       |                    |                                    |                                                                 |
| 2                                                       | Мігур Анатолій Іванович       | 05.11.2010            | середня            | позапартійний                      | Служба безпеки бізнесу, охоронець                               |
| 10                                                      | Бевзюк Анатолій Васильович    | 05.11.2010            | середня            | позапартійний                      | ДП ДГ «Христинівське», водій                                    |
| 15                                                      | Кулик Людмила Василівна       | 05.11.2010            | середня            | позапартійна                       | Вікторівський психоневрологічний інтернат, секретар             |
| Соціалістична партія України                            |                               |                       |                    |                                    |                                                                 |
| 6                                                       | Хуторянська Тетяна Михайлівна | 05.11.2010            | середня спеціальна | член Соціалістичної партії України | Шукайводська загальноосвітня школа, відповідальна за харчування |
| 7                                                       | Кузьменко Галина Іванівна     | 05.11.2010            | середня спеціальна | член Соціалістичної партії України | Шукайводська сільська рада, секретар                            |
| 8                                                       | Хуторянська Людмила Петрівна  | 05.11.2010            | вища               | член Соціалістичної партії України | Шукайводська сільська рада, завідуюча бібліотекою               |
| Самовисування                                           |                               |                       |                    |                                    |                                                                 |
| 3                                                       | Цапок Микола Васильович       | 05.11.2010            | середня спеціальна | позапартійний                      | ДП ДГ «Христинівське», начальник інженерно-технічної служби     |
| 4                                                       | Савіцька Наталія Іванівна     | 05.11.2010            | середня спеціальна | член Української Народної Партії   | тимчасово не працює                                             |
| 5                                                       | Маоринич Микола Олександрович | 05.11.2010            | середня            | позапартійний                      | Вікторівський психоневрологічний інтернат, водій                |
| 9                                                       | Галета Ірина Віталіївна       | 05.11.2010            | середня спеціальна | член Української Народної Партії   | Шукайводська сільська рада, інженер-землевпорядник              |
| 11                                                      | Кізілов Володимир Валерійович | 05.11.2010            | середня            | позапартійний                      | приватний підприємець                                           |
| 12                                                      | Кваша Станіслав Едуардавич    | 05.11.2010            | середня            | позапартійний                      | Корпорація «Украгротех», завідувач складу                       |
| 13                                                      | Белім Сергій Анатолійович     | 05.11.2010            | вища               | позапартійний                      | Вікторівський психоневрологічний інтернат, слюсар               |
| 14                                                      | Поціпух Станіслав Кузьмич     | 05.11.2010            | середня спеціальна | член Української Народної Партії   | Христинівський РЕМ, водій                                       |
| 16                                                      | Баюрський Руслан Вікторович   | 05.11.2010            | середня            | позапартійний                      | Вікторівський психоневрологічний інтернат, пекар                |